# Kriege um das Fürstentum Galizien-Wolhynien

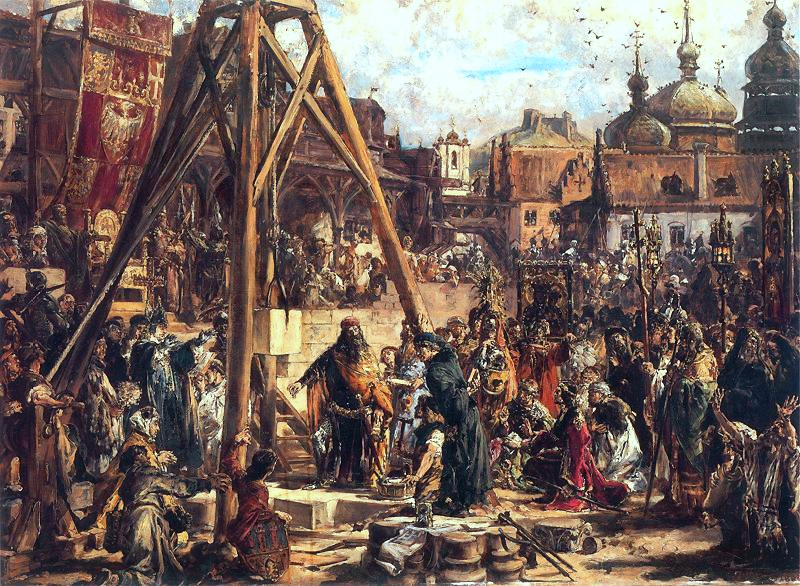
König Kasimir der Große nimmt 1366 Lemberg ein, Bild von Jan Matejko

Die Kriege um das Fürstentum Galizien-Wolhynien von 1340 bis 1392 waren eine etwa 50 Jahre andauernde kriegerische Auseinandersetzung zwischen dem Königreich Polen, unterstützt vom Königreich Ungarn, auf der einen Seite und dem Großfürstentum Litauen auf der anderen. Sie endeten mit der Union von Krewo 1385 bzw. mit dem Vertrag von Ostrowo 1392.

## Hintergrund
Im 13. und 14. Jahrhundert waren bereits eine Reihe von Kriegen zwischen Polen und Litauen vorausgegangen. 1325 kam es jedoch zeitweise zum Bündnis zwischen dem polnischen König Władysław I. Ellenlang mit dem litauischen Großfürsten Gediminas gegen den Deutschen Orden. Der Sohn Władysławs Kasimir der Große heiratete Gediminas Tochter Anna von Litauen, um die neue Bündnispolitik zu untermauern. Nach dem Tod Władysławs flammten die litauisch-polnischen Feindseligkeiten in den 1330er Jahren jedoch wieder auf, zum Beispiel in der Schlacht bei Pułtusk (1337). 1340 wurde der letzte Fürst von Galizien-Wolhynien Bolesław Georg II. von den Bojaren vergiftet. Bolesław Georg II. war als Piast sowohl mit dem polnischen König Kasimir dem Großen als auch den masowischen Herzögen verwandt. Gleichzeitig war er mit dem Großfürsten von Litauen Gediminas verschwägert. Auf den Hoftagen von Visegrád (1335) und (1339) stellte Bolesław Georg II. Kasimir dem Großen in Aussicht, dass dieser in mangels männlicher Nachkommen beerben sollte. Seine Brüder Siemowit III. und Kasimir von Warschau verzichteten auf ihre Erbrechte zugunsten von Kasimir dem Großen, wofür dieser sie in Geld entlohnte. Polen wurde von Ungarn unterstützt, da die ungarischen Anjou hofften, Kasimir den Großen auf dem polnischen Thron zu beerben, was 1370 auch tatsächlich geschah.

## Verlauf des Kriegs
In der ersten Phase des Krieges von 1340 bis 1349 besetzten die Litauer Wolhynien und die Polen Galizien und gliederten das Przemyśler Land und das Sanoker Land unmittelbar ins die Krone des Königreichs Polen ein. Daraufhin fielen sich die Tataren in Galizien ein. In der zweiten Phase des Krieges von 1349 bis 1366 besetzte Kasimir fast das ganze Fürstentum Galizien-Wolhynien. In den folgenden Jahren gelang es den Litauern jedoch, Teile von Wolhynien zurückzuerobern, bis Kasimir 1366 erneut einen großen erfolgreichen Kriegszug nach Wohlynien führte. Bis zu Kasimirs Tod 1370 hielt der daraufhin erzielte Waffenstillstand. Die dritte Phase des Krieges von 1370 bis 1392 wurde nunmehr von den ungarischen Königen aus dem Haus Anjou, die auf dem Krakauer Königsthron saßen, geführt. Zunächst errangen die Litauer Erfolge in Wolhynien, bis Ludwig von Ungarn 1377 einen Kriegszug gegen sie führte. Er setzte als Verwalter der Ländereien Wladislaus von Oppeln ein und zog sich nach Ungarn zurück. Hedwig von Anjou wiederum ersetzte in einem Feldzug von 1387 die ungarischen Starosten durch polnische. Bis 1392 fielen alle Gebiete an Hedwig von Anjou und ihren Ehemann Władysław II. Jagiełło.

## Folgen
Nach der Union von Krewo 1385, die zunächst gegen den Deutschen Orden gerichtet war, kam es zur Personalunion zwischen Polen und Litauen unter den Jagiellonen sowie später zur Realunion Polen-Litauen.